# Pfarrkirche Herrenried

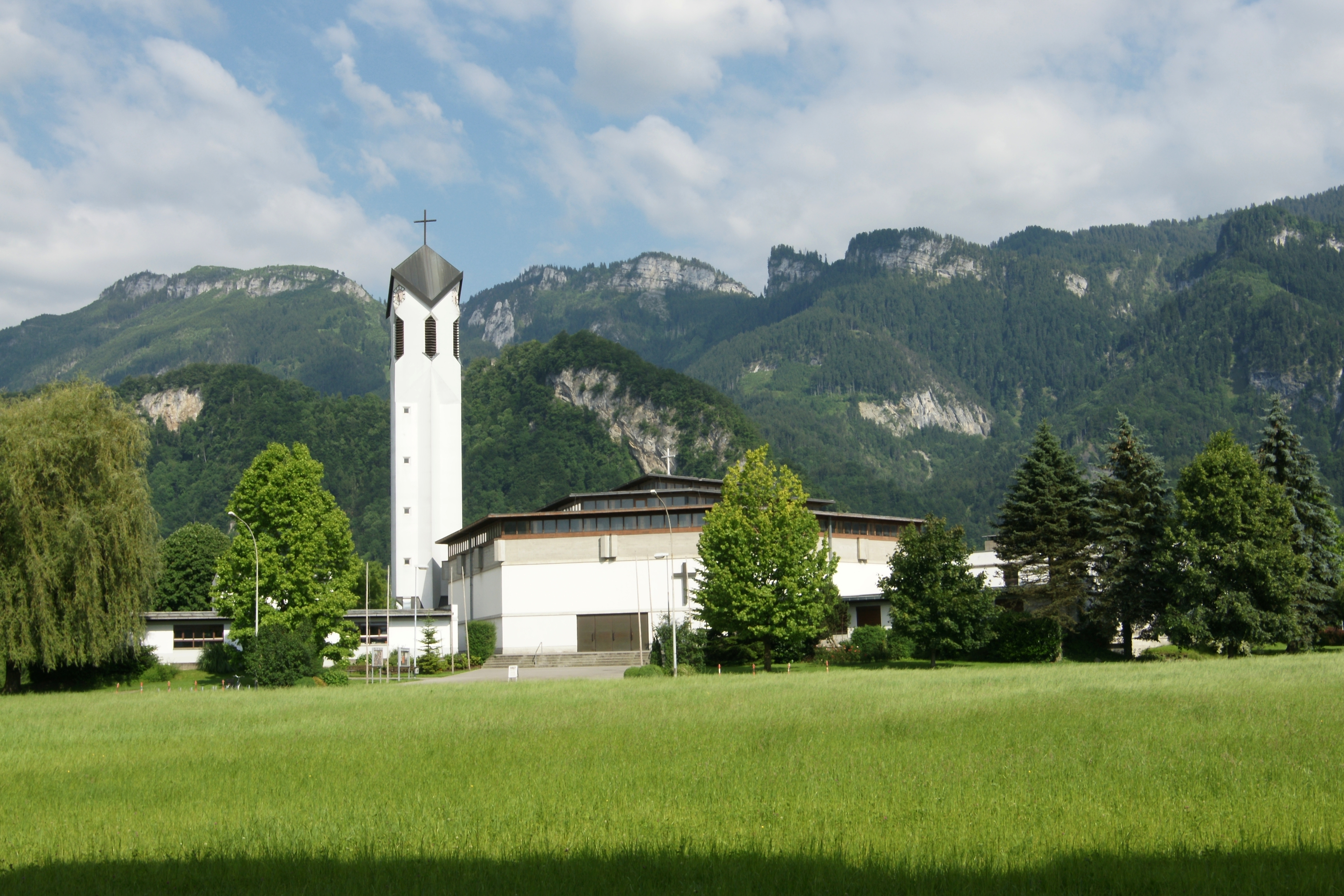
Pfarrkirche hl. Konrad in Herrenried

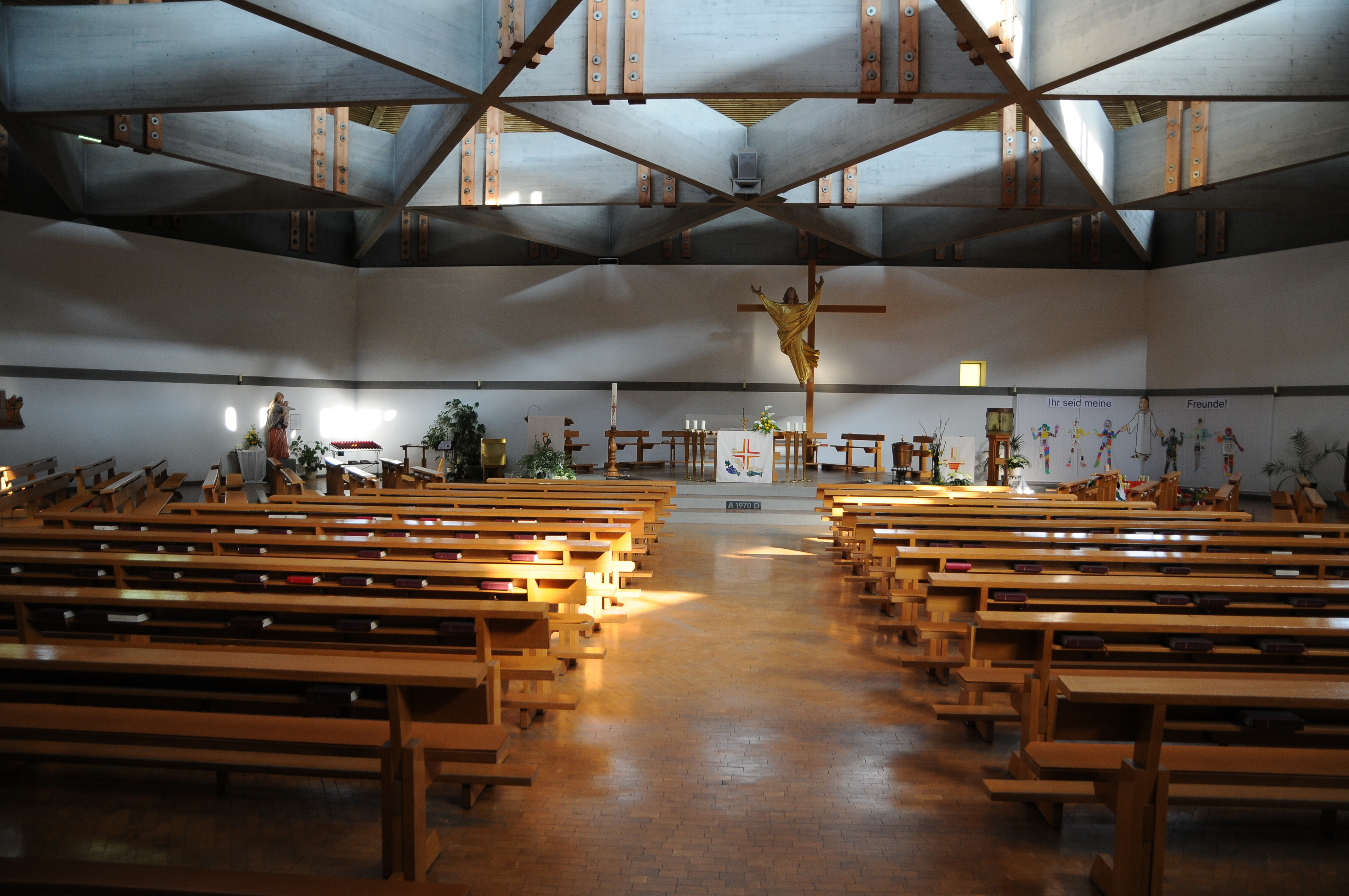
Vom Zentralraum zum Altarraum

Die römisch-katholische Pfarrkirche Herrenried steht im Stadtteil Herrenried in der Stadtgemeinde Hohenems in Vorarlberg. Die Pfarrkirche hl. Konrad gehört zum Dekanat Dornbirn in der Diözese Feldkirch. Das Kirchengebäude und das Pfarrzentrum stehen unter Denkmalschutz.

## Geschichte
Von 1968 bis 1974 wurde eine Kirche mit einem Pfarrzentrum nach den Plänen der Architekten Johann Georg Gsteu und Walter Ramstorfer errichtet. 1974 wurde das Pfarrvikariat Herrenried von der Pfarre Hohenems abgetrennt.

## Architektur
Der Zentralbau mit gestaffelten Oberlichtfenstern hat seitlich angebaute niedrige Anbauten. Der Saalraum mit einem Grundriss als unregelmäßiges Sechseck hat eine Dachkonstruktion aus Beton. Der Altarraum und der Altarblock ist sechseckig. Die Empore wurde über zwei Freitreppen erschlossen.